# Бобро поржаловать
«Бобро поржаловать!» (фр. Bienvenue chez les Ch’tis, дословно — «Добро пожаловать к Ш’тям») — французский комедийный фильм, снятый в 2008 году режиссёром Дани Буном по собственному сценарию. В 2008 году премьера картины состоялась 20 февраля в кинотеатрах региона Нор — Па-де-Кале (существовавшего до 2016 года) и в нескольких залах Соммы, а 27 февраля началась её демонстрация на остальной территории Франции. В России фильм вышел в прокат 6 мая 2010 года.
Слоган комедии — «Уж лучше вы к нам».
Фильм снискал во французском прокате небывалый успех (20,4 млн зрителей), превзойдя «Большую прогулку», удерживавшую первенство более 40 лет, и стал вторым по популярности после «Титаника» (20,7 млн).

## Сюжет
Фили́пп Абра́мс (Кад Мерад), начальник почтового отделения в Салон-де-Прованс, делает всё, чтобы получить назначение на Лазурный Берег. В своём рвении он заходит слишком далеко, и в наказание за служебный подлог вместо Средиземноморского побережья его переводят на два года в Берг на севере Франции, близ Дюнкерка, совсем рядом с бельгийской границей.
В представлении обитателей юга Франции, находящихся в плену стереотипов, Север (именно так переводится с французского первая часть названия региона Нор — Па-де-Кале: Nord означает север) — ужасный ледяной край, а его аборигены — невоспитанные и грубые мужланы, изъясняющиеся на непонятном языке шти. Разумеется, любящий муж и отец просто не способен потянуть за собой в этот ад жену и сына, они остаются на Юге.
К своему изумлению, обосновавшись в Берге, Абрамс почти сразу обнаруживает, что попал в отличное место, населённое добрыми и гостеприимными людьми. Правда, действительно говорящими на очень странном и не вполне понятном ему диалекте, к изучению которого Филипп сразу приступает с большим энтузиазмом. В лице одного из своих сотрудников, Антуа́на Байо́ля (Дани Бун), он обретает настоящего друга. Антуан, почтальон и единственный человек во всём городе, умеющий играть на старинном карийоне местной ратуши, в свои 35 всё ещё живёт с властной матерью, и это очень мешает его отношениям с коллегой, Аннабе́лль Декона́к (Анн Маривен). Горячий темпераментный южанин с азартом пытается помочь другу.
Каждые две недели Филипп возвращается на выходные в Салон-де-Прованс и сначала пытается рассказывать, что на Севере не так уж и плохо. Но его жена, Жюли́ Абра́мс (Зоэ Феликс), категорически отказывается этому верить. Она убеждена, что муж испытывает в далёком и ужасном Берге невероятные муки, но мужественно скрывает тяжёлую правду, дабы пощадить её чувства. Чтобы не нервировать жену информацией, полностью противоречащей её установкам, Филипп в конце концов решает не разубеждать её: напротив, он подкрепляет уверенность Жюли, выдумывая различные ужасы про жизнь на Севере, так как с удивлением обнаруживает, что эти басни заметно укрепляют его брак. Ведь жена его жалеет, восхищаясь и его жертвой во имя семьи, и его деликатностью при рассказах о степени тяжести этой жертвы.
Неделя за неделей Филипп глубоко погрязает во лжи. Двенадцать дней он с удовольствием работает на Севере в отличной компании Антуана, Аннабель и остальных сотрудников своего отделения, а на выходные ездит на Юг к жене за очередной порцией сочувствия. А супруга, всей душой поддерживая «страдальца-мужа», тем самым преодолевает и владеющую ею депрессию.
Но внезапно всё оказывается под угрозой, когда верная жена наконец собирается с силами и решается разделить с мужем его «ссылку». Филипп понимает, что крепко влип и без помощи друзей с Севера ему не выпутаться.

## В ролях
| Актёр               | Роль                                                     |
| ------------------- | -------------------------------------------------------- |
| Кад Мерад           | Филипп Абрамс начальник почтового отделения              |
| Дани Бун            | Антуан Байоль почтальон и звонарь                        |
| Зоэ Феликс          | Жюли Абрамс жена Филиппа Абрамса                         |
| Лоренцо Озилья-Форе | Рафаэль Абрамс сын Филиппа и Жюли                        |
| Анн Маривен         | Аннабелль Деконнак работница почты                       |
| Филипп Дюкен        | Фабрис Каноли почтальон                                  |
| Ги Леклюиз          | Янн Вандерноут почтовый работник                         |
| Лин Рено            | мать Антуана Байоля                                      |
| Мишель Галабрю      | двоюродный дедушка Жюли Абрамс, «знаток» Севера          |
| Стефан Фрейс        | Жан Сабрие                                               |
| Патрик Боссо        | жандарм с автодороги A7                                  |
| Жером Коммандёр     | инспектор Лебик                                          |
| Александр Карьер    | Тони                                                     |
| Фред Персонн        | месье Вассёр                                             |
| Кристоф Россиньон   | официант из пивной                                       |
| Зинедин Суалем      | Момо                                                     |
| Дженни Клев         | престарелая женщина, поющая колыбельную «P’tit Quinquin» |
| Гийом Моран         | бывший коллега Филиппа                                   |

### Роли дублировали
Роли в фильме дублировали актёры «6 кадров». Автором литературного перевода стал Андрей Бочаров.
- Эдуард Радзюкевич — Филипп Абрамс
- Владимир Скворцов — Антуан Байоль
- Галина Данилова — Жюли Абрамс
- Ирина Медведева — Аннабелль Деконнак
- Ольга Лапшина — мать Антуана
- Игорь Ясулович — двоюродный дедушка Жюли
- Фёдор Добронравов — Жан Сабрие
- Александр Леньков — месье Вассёр

## Критика
Полина Грибовская в своей рецензии, опубликованной на сайте Интерфакса, отмечает наряду с трудоёмкостью перевода фильма старания команды прокатной российской компании «Вольга» по адаптированию фильма к российскому прокату: 
Российская команда очень постаралась сделать невозможное, а именно попыталась наиболее остроумно и при этом без утери смысла познакомить нашего зрителя с явлением одновременно знакомым, но всё-таки совершенно неизвестным. Поточнее название фильма звучало бы «Добро пожаловать в Шти». Но поскольку «шти» — понятие абсолютно французское, почти как абсолютная монархия, то и переводчикам пришлось изрядно попотеть, чтобы текст фильма вышел не просто вразумительным, но ещё и смешным.

Однако же при этом замечает: 
«Бобро поржаловать» — это как раз тот случай, когда стандартные придирки к «пересаживанию» на нашу почву выглядят несколько бессмысленными и могут стать только основой жаркого диспута не такого уж широкого круга словистов. Менее заинтересованным можно расслабиться и насладиться смесью «французского с нижегородским»

## Вокруг фильма
В финале Кубка французской лиги по футболу весной 2008 года сошлись «ПСЖ» и «Ланс», на матч которого ходили главные герои фильма. Парижане растянули плакат с надписью «Педофилы, безработные, кровосмешенцы: добро пожаловать к шти», отсылая к фильму и недавнему скандалу, когда на севере страны выяснилось, что местный житель много лет держал в сексуальном рабстве дочь. Присутствовавший на матче Николя Саркози пообещал наказать столичный клуб, выигравший титул за счёт пенальти в добавленное время. ПСЖ был дисквалифицирован на следующий розыгрыш Кубка, однако апелляция клуба оказалась успешной, и он сыграл в турнире, в четвертьфинале снова обыграв «Ланс».
Итальянский ремейк «Добро пожаловать на Юг» (итал. Benvenuti al Sud) снята Medusa Film в 2010 году. Сюжет повторяет оригинальную версию: менеджер (Клаудио Бизио) почтовой службы недалеко от Милана на севере Италии, был сослан на два года в Кастеллабате, городок близ Салерно на юге Италии. Дани Бун, режиссёр и исполнитель одной из главных ролей французского оригинала, появляется в этом ремейке в эпизодической роли.
В 2008 году переговоры об американском ремейке велись между Данни Буном и Уиллом Смитом, предполагаемое название фильма было «Welcome to the Sticks». Идея была заброшена в 2015 году.
Город Берг в департаменте Нор, где происходит основное действие фильма, после его выхода на экраны стал популярнейшим туристическим объектом.